# كأس السوبر الإفريقي 2014
كأس السوبر الأفريقي 2014 (رسميا أورانج كأس السوبر الأفريقي 2014) هي النسخة الثانية والعشرين من مسابقة كأس السوبر الأفريقي، وهي مباراة سنوية تجمع بين الفائز بدوري أبطال أفريقيا و الفائز بكأس الاتحاد الكونفدرالي الأفريقي لكرة القدم.
لعبت المباراة بين فريق الأهلي المصري الفائز بدوري أبطال أفريقيا 2013، وفريق النادي الرياضي الصفاقسي التونسي الفائز بكأس الاتحاد الأفريقي لكرة القدم 2013. أقيمت المباراة في ستاد القاهرة الدولي في القاهرة يوم 20 فبراير 2014.
فاز فريق الأهلي المصري بالمباراة بنتيجة 3-2 ليحرز بذلك بكأس السوبر الأفريقي للمرة السادسة.

## الفرق
| الفريق                  | التأهل                                   | مشاركات سابقة                      |
| ----------------------- | ---------------------------------------- | ---------------------------------- |
| الأهلي                  | بطل دوري أبطال أفريقيا 2013              | 1994، 2002، 2006، 2007، 2009، 2013 |
| النادي الرياضي الصفاقسي | بطل كأس الاتحاد الأفريقي لكرة القدم 2013 | 2008، 2009                         |

## المباراة
| الأهلي                             | 2-3     | النادي الرياضي الصفاقسي                           |
| ---------------------------------- | ------- | ------------------------------------------------- |
| محمد ناجي 23' · عمرو جمال 55'، 67' | التقرير | علي معلول 63' (ضربة جزاء) · فخر الدين بن يوسف 77' |